# 羅克波特 (麻薩諸塞州普查規定居民點)
羅克波特（英語：Rockport）是位於美國麻薩諸塞州艾塞克斯縣的一個普查規定居民點。

## 人口
根據2020年美國人口普查的數據，羅克波特的面積為10.59平方千米，當中陸地面積為10.31平方千米，而水域面積為0.28平方千米。當地共有人口5010人，而人口密度為每平方千米473.09人。